# Davor Marcelić
Davor Marcelić (Zara, 20 maggio 1969) è un ex cestista croato che giocava nel ruolo di ala piccola.

## Carriera
Ha giocato in Italia nella stagione 2001-02: da febbraio a giugno 2002 ha infatti fatto parte del roster della Fortitudo Bologna.
Con la Nazionale Croata ha preso parte alle Olimpiadi 1996 ed agli Europei 1997.

## Palmarès
- Campionato croato: 1

Cibona Zagabria: 2005-06
- Coppa di Croazia: 3

Cibona Zagabria: 1995, 1996, 1999